# Eptesicus chiriquinus
Eptesicus chiriquinus е вид бозайник от семейство Гладконоси прилепи (Vespertilionidae).

## Разпространение
Видът е разпространен във Венецуела, Еквадор, Колумбия и Панама.